# Odontomachus bauri
Odontomachus bauri o bachaco es una especie de hormiga de la subfamilia Ponerinae. Se puede encontrar desde Nicaragua, el sur de Costa Rica hasta toda la Sudamérica tropical, las Antillas (sin Cuba ni Bahamas) y en las islas Galápagos.

## Visión general
Las especies del género Odontomachus son comúnmente conocidas como «mandíbulas-trampa». Cuentan con un par de grandes mandíbulas, capaces de abrirse 180 grados. Las hormigas abren al máximo las mandíbulas y quedan trabadas en esa posición gracias a un mecanismo interno. La energía se almacena en un grueso grupo de músculos y se libera de forma explosiva por la estimulación de unos pelos sensoriales en su interior. Las mandíbulas son potentes y rápidas, lo que explica su nombre común. Las mandíbulas matan o mutilan las presas, permitiéndoles llevarlas al hormiguero. O. bauri puede simplemente volver a trabar y morder con sus mandíbulas si una mordedura no es suficiente, o cortar trozos de sus piezas más grandes. Las mandíbulas también permiten movimientos lentos y precisos cuando hay que desarrollar otras tareas como el cuidado de las larvas. Las «mandíbulas-trampa» también se encuentran en los géneros Anochetus, Orectognathus y Strumigenys, así como en algunos miembros de la tribu Dacetini, en lo que es un ejemplo de evolución convergente.
Cabe destacar que esta feroz hormiga-bachaco tiene la habilidad de segregar ácido fórmico al momento de realizar su picadura, causando un dolor incesante seguido de reacciones inflamatorias en el sitio de la picadura o sus alrededores,

## Récord de velocidad
Las «mandíbulas-trampa» de O. bauri se cierran más rápido que cualquier otro apéndice predador del reino animal. Un estudio sobre esta especie registró velocidades de entre 126 y 230 km/h, con las mandíbulas cerrándose en 130 microsegundos de media. La fuerza máxima ejercida estaba en torno a 300 veces el peso de su cuerpo. También se comprobó que estas hormigas usaban sus mandíbulas como una catapulta para expulsar intrusos o para lanzarse ellas mismas hacia atrás para evitar una amenaza.